# Estação Les Halles
Les Halles é uma estação da linha 4 do Metrô de Paris, no 1º arrondissement. Ela leva o seu nome a partir do mercado Les Halles que estava no local por muitos anos.

## História

Disposição da estação

A estação original foi inaugurada em 21 de abril de 1908 como parte da primeira seção da linha de Châtelet a Porte de Clignancourt para servir Les Halles (os antigos mercados). A estação foi reconstruída em 1977 cerca de dez metros mais a leste para a integração com a nova estação Châtelet - Les Halles das linhas do RER A, B e D. Esta estação RER está ligada por corredores subterrâneos da Estação Châtelet das linhas 1, 4, 7, 11 e 14, e Les Halles é, portanto, também ligada com Châtelet. A Linha 4 do Metrô é a única linha que serve Les Halles e, além disso, também serve a estação Châtelet.
A uma curta distância (Linha 4) em Les Halles até o final de Châtelet (Linha 7) é de cerca de 900 metros (3.000 pés).
Les Halles serve o centro comercial subterrâneo Les Halles de Paris. Um dos andares do Forum des Halles contém a estação de metrô.

## Serviços aos Passageiros

### Acessos
A estação é acessível por uma entrada no número 230 da rue Rambuteau e pelos corredores de correspondência com a estação de Châtelet - Les Halles. Ela possui um espaço de informações com um balcão que permite, unicamente com cartão de crédito, a compra de bilhetes de transporte magnéticos, pacotes e cartões, e está equipado com autômatos.

Acesso e saída pela rue Rambuteau
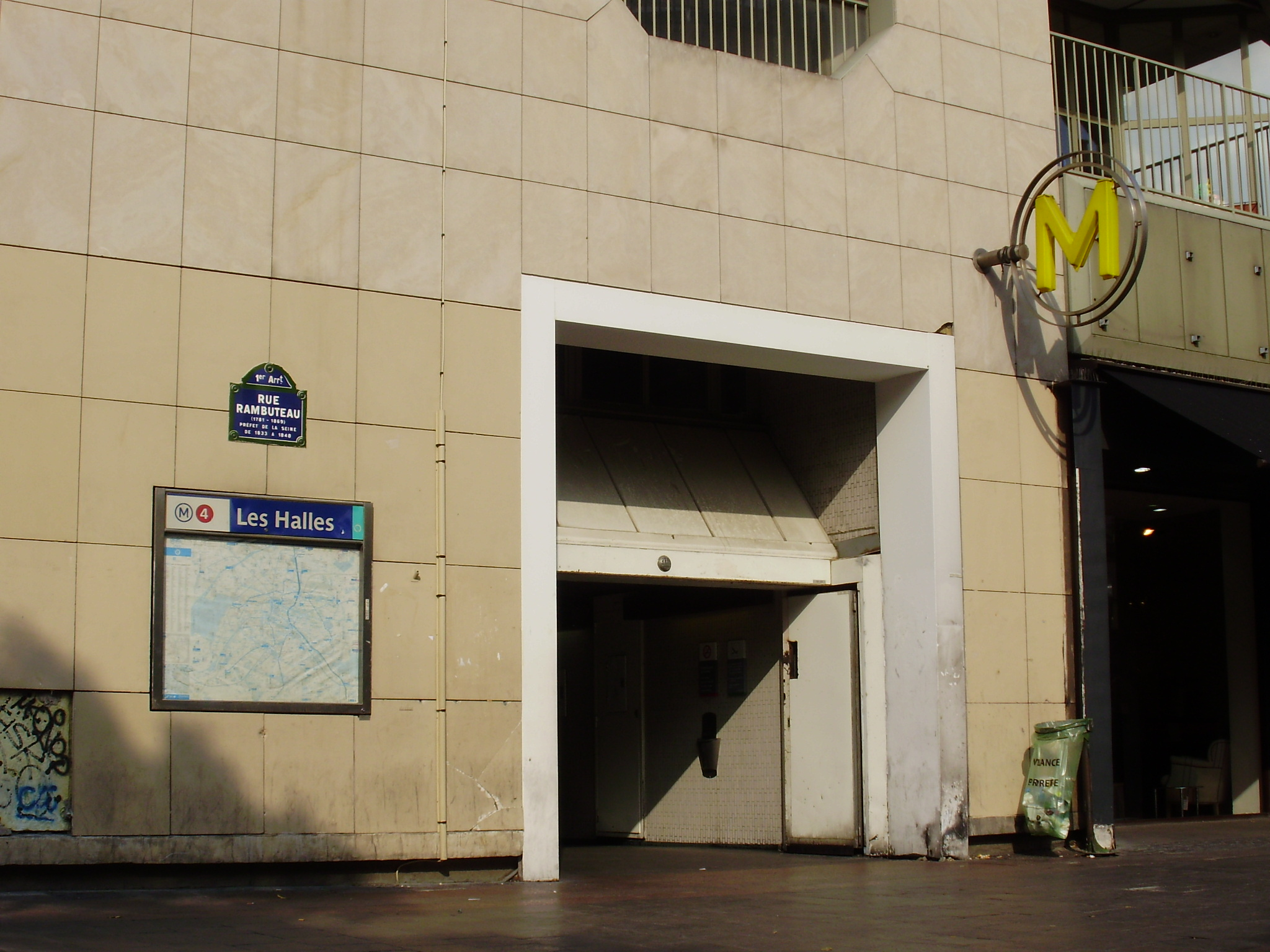
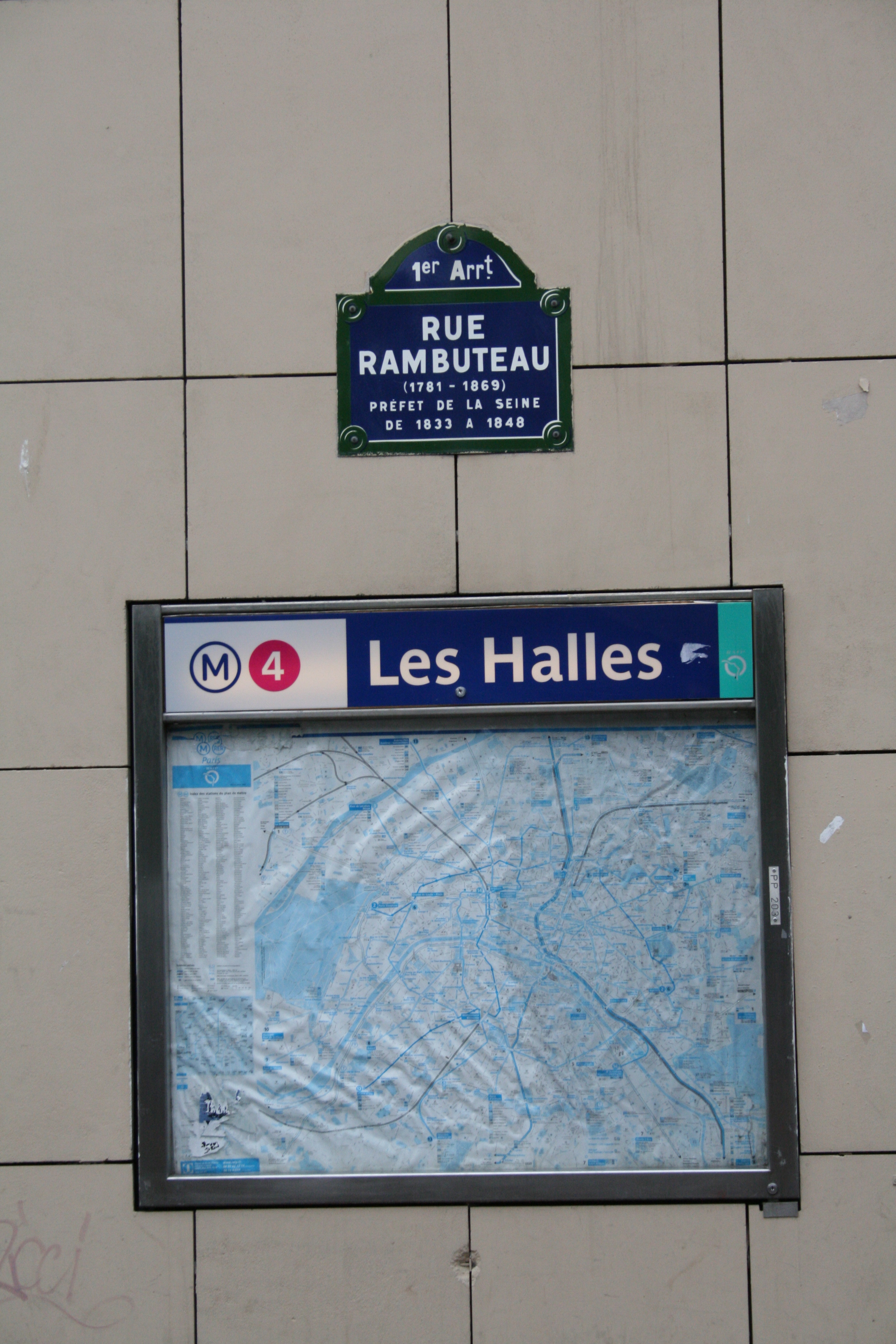
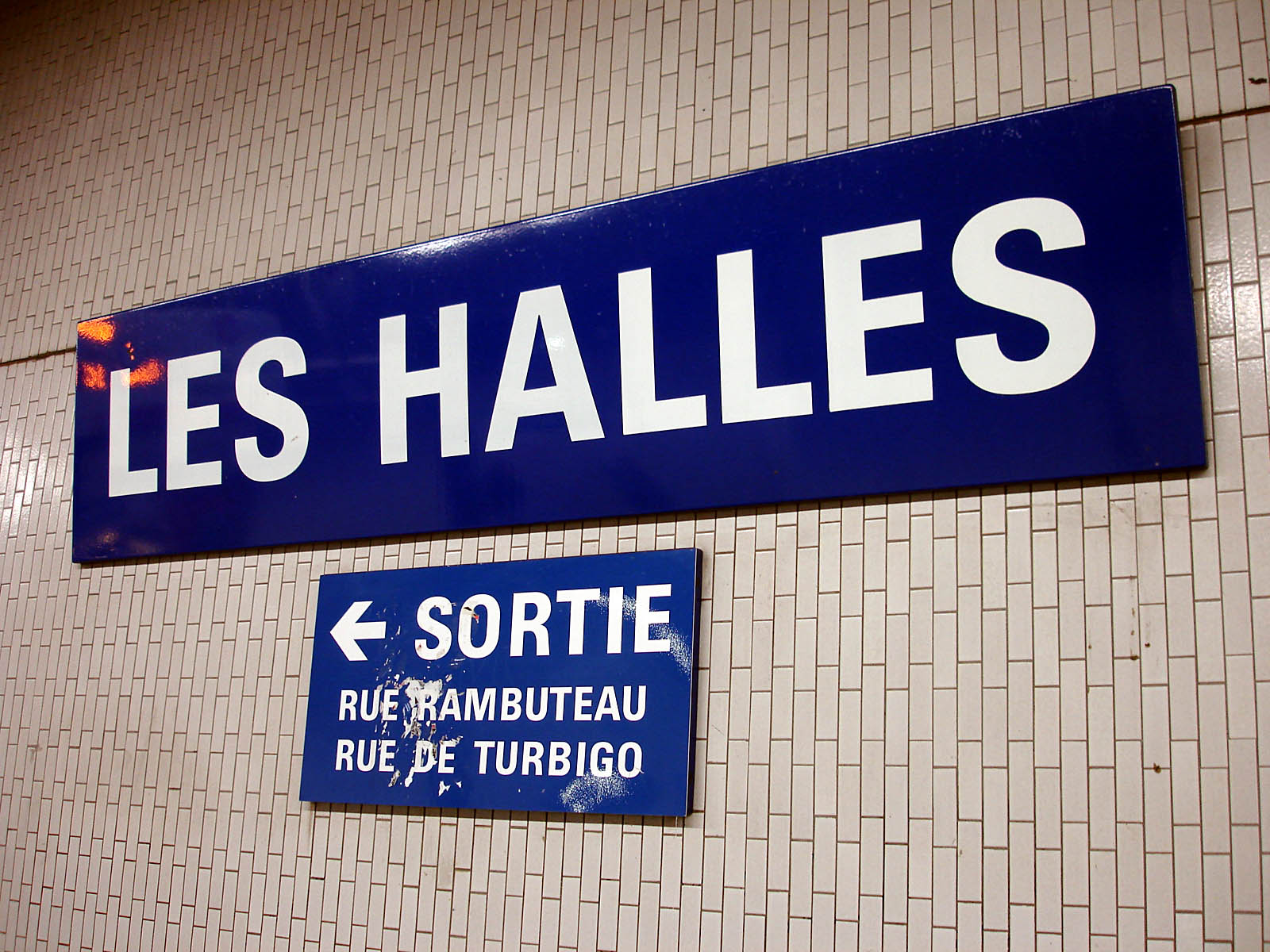